# Algemene verkiezingen in Liberia (1931)

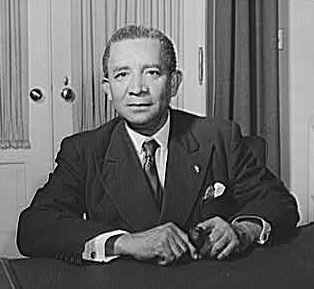
President Edwin Barclay.

De algemene verkiezingen in Liberia van 1931 vonden op 5 mei van dat jaar plaats en werden gewonnen door zittend president Edwin Barclay die de op 3 december 1930 afgetreden Charles D.B. King was opgevolgd. King was afgetreden na het verschijnen van een rapport van de Volkenbond waarin de betrokkenheid van vicepresident Allen Yancy bij het zogenaamde "Fernando Po-schandaal" (slavenhandel) was aangetoond. De tegenkandidaat bij de presidentsverkiezingen was Thomas J. Faulkner van de People's Party, de man die het "Fernando Po-schandaal" aanhangig had gemaakt. Faulkner deed in 1927 ook al een gooi naar het presidentschap. Een andere persoon die zich kandideerde was Koning Albert Momolu Massaquoi, de Paramount Chief van de Vai, en eertijds minister in verschillende regeringen, maar hij werd dusdanig gefrustreerd dat hij zich terugtrok. Behalve dat Barclay de verkiezingen had gewonnen ontbreken de exacte cijfers als stemverdeling, opkomst e.d.